# Oddense
 Ikke at forveksle med Odense.
Oddense er en mindre by i Salling med 576 indbyggere  (2024). Oddense er beliggende 12 kilometer nordvest for Skive og seks kilometer nordøst for Balling.
Byen ligger i Skive Kommune og hører under Region Midtjylland. Oddense er beliggende i Oddense Sogn.